# Хадар (Небраска)
Хадар (енгл. Hadar) град је у америчкој савезној држави Небраска.

## Демографија
По попису из 2010. године број становника је 293, што је 19 (-6,1%) становника мање него 2000. године.
| Група             | 2000.       | 2010.       |
| Белци             | 300 (96,2%) | 285 (97,3%) |
| Афроамериканци    | 0 (0,0%)    | 1 (0,3%)    |
| Азијати           | 1 (0,3%)    | 1 (0,3%)    |
| Хиспаноамериканци | 9 (2,9%)    | 5 (1,7%)    |
| Укупно            | 312         | 293         |